# ベイラ (モザンビーク)
ベイラ（Beira (ポルトガル語発音: [ˈbejɾɐ])）は、モザンビーク共和国ソファラ州の州都で、モザンビーク海峡に臨むモザンビーク第3の都市である。人口は約62万人（2023年）。

## 歴史

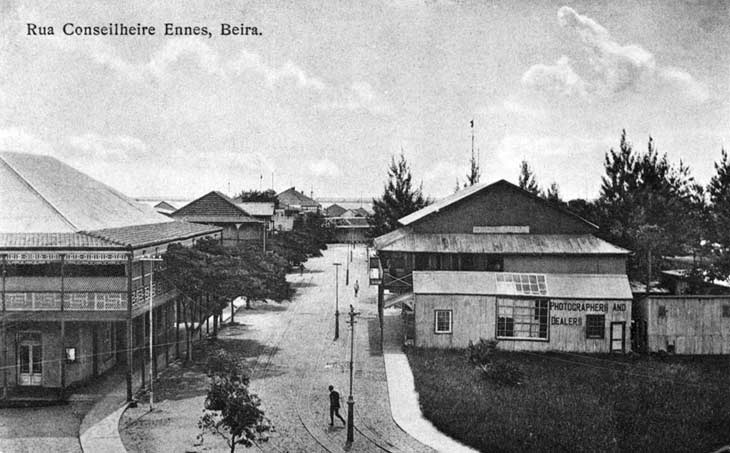
1905年当時のベイラ

1891年にポルトガルのモザンビーク会社の所在地として建設され、20世紀以降は港として発展した。
1970年代、モザンビークに隣接するローデシアの輸出入の8割は、ベイラに至る鉄道とベイラ港湾に依存していた。このため1975年にモザンビークが独立してローデシアとの国境を閉鎖するとベイラの貨物扱い量は極端に減少した。ベイラの経済は続くモザンビーク内戦の終結、ジンバブエ独立などを経て回復した。

## 交通
ベイラはモザンビークの中央に位置し、ジンバブエ、マラウイ、ザンビア、南アフリカ共和国、アンゴラへと各国を結ぶ鉄道や道路の起点であり、重要な貿易港のベイラ港、ベイラ国際空港も持っており、交通の要衝である。

### 空港
ベイラ国際空港

### 鉄道
- ベイラ・ブラワヨ鉄道

### 港湾
- ベイラ港（英語版）

### 道路
- トランス・アフリカ・ハイウェイ9号線：ベイラ ⇔ ハラレ(ジンバブエ) ⇔ ルサカ(ザンビア) ⇔ ルブンバシ(コンゴ民主共和国) ⇔ ロビト(アンゴラ)

## 気候
| ベイラの気候           | ベイラの気候 | ベイラの気候 | ベイラの気候 | ベイラの気候 | ベイラの気候 | ベイラの気候 | ベイラの気候 | ベイラの気候 | ベイラの気候 | ベイラの気候 | ベイラの気候 | ベイラの気候 | ベイラの気候 |
| 月                     | 1月          | 2月          | 3月          | 4月          | 5月          | 6月          | 7月          | 8月          | 9月          | 10月         | 11月         | 12月         | 年           |
| ---------------------- | ------------ | ------------ | ------------ | ------------ | ------------ | ------------ | ------------ | ------------ | ------------ | ------------ | ------------ | ------------ | ------------ |
| 平均最高気温 °C （°F） | 31 (87)      | 30 (86)      | 29 (85)      | 28 (83)      | 26 (79)      | 24 (76)      | 24 (75)      | 25 (77)      | 27 (80)      | 28 (82)      | 29 (84)      | 29 (85)      | 27.5 (81.6)  |
| 平均最低気温 °C （°F） | 26 (79)      | 26 (79)      | 26 (78)      | 24 (75)      | 21 (70)      | 19 (66)      | 18 (64)      | 19 (66)      | 21 (70)      | 23 (73)      | 24 (76)      | 26 (78)      | 22.8 (72.8)  |
| 降水量 mm （inch）     | 267 (10.5)   | 259 (10.2)   | 264 (10.4)   | 117 (4.6)    | 66 (2.6)     | 41 (1.6)     | 33 (1.3)     | 33 (1.3)     | 30 (1)       | 33 (1.3)     | 122 (4.8)    | 244 (9.6)    | 1,509 (59.2) |
| 出典：Weatherbase      |              |              |              |              |              |              |              |              |              |              |              |              |              |

## その他
ジンバブエのムタレまで石油のパイプラインが通じる。自然動物園がある。

## 著名な出身者
- ミア・コウト - 文学者

## 姉妹都市
- ブリストル、イギリス
- シントラ、ポルトガル[5]
- ポルト、ポルトガル
- ベンデル、トランスニストリア